# 絕命殺陣
《絕命殺陣》（英語：Sudden Death）是一部1995年美國運動動作驚悚片，由彼得·海姆斯執導和攝影，金·昆塔諾編劇，尚-克勞德·范·達美、鲍尔斯·布思、雷蒙德·约翰·巴里和杜利安·哈伍德主演。故事描述一群恐怖份子暗中佔據了匹茲堡市政體育館並將美國副總統等貴賓挾為人質，而能拯救一切的是英勇的體育館消防隊長，同時他也得從惡徒的手中救出女兒。匹茲堡企鵝老闆霍華·鮑德溫擔任其監製，他的妻子凱倫·埃利斯·鮑德溫（Karen Elise Baldwin）則負責故事創作。《絕命殺陣》是范·達美繼《時空特警》（1994年）後合作的第二部電影。
該片於1995年12月22日在美國上映。雖然在國內僅收穫2040萬美元的失望票房，但尤其在澳大利亞、菲律賓、德國和英國等國際市場上則表現良好，全球票房總計6400萬美元。《絕命殺陣》上映期間在影評界的評價好壞參半，但在數年後被納為范·達美主演的最佳電影。

## 劇情
法裔加拿大人戴倫·麥考是匹茲堡消防局的消防員，他因在兩年前無法在火場中挽救一名小女孩的性命而離開了消防隊，而改到匹茲堡市政體育館擔任消防隊長。在1995年的冰上曲棍球隊匹茲堡企鵝和芝加哥黑鷹之間的斯坦利杯季后賽（1992年斯坦利杯季后賽的虛構比賽）中，一群恐怖份子將美國副總統和其他幾位VIP貴賓劫持為人質。恐怖份子的首腦是前CIA探員約書亞·福斯，他在球場四處裝有炸彈，計劃在比賽結束時將其炸毀，同時要總統將數億美元的資金匯入多個離岸賬戶。
戴倫帶著兒子泰勒和女兒愛咪莉進入斯坦利杯比賽第七場，作為泰勒的生日禮物。其中，愛咪莉被恐怖份子卡拉捉到了福斯那，但戴倫隨後趕到並殺死了卡拉及其他偽裝成保安的恐怖份子。得知對方陰謀的戴倫在行政辦公室聯繫了特勤局探員馬修·霍曼；霍曼建議交給探員處理，但戴倫則憤怒地拒絕，說他會自己處理。
特勤局和匹茲堡警察局聯手包圍了整個球場並形成了僵局。同時，戴倫設法找到並解除了幾枚炸彈（在此期間還殺了一些福斯的手下），而福斯本人則在第一、第二場結束後殺死了幾名人質。霍曼進入內部，遇到了戴倫並答應保護他的兒子；但原來霍曼是福斯的同夥，他在試圖捉住泰勒時失敗，之後在向戴倫揭露身份時被對方縱火而使全身著火，最終被戴倫打死。戴倫透過電話與福斯聯繫並得知女兒愛咪莉在福斯身旁。
戴倫拆了更多的炸彈，但由於與福斯手下的對抗而放慢了速度。途中，戴倫打扮成匹茲堡的守門員，以躲避恐怖份子，進入比賽並成功守住球門。隨著第三場比賽的結束，盧克·羅比泰爾在最後一秒為匹茲堡打進了比賽進球，這促使驟死賽的發生並延長了比賽時間。由於沒有時間找到剩餘的炸彈，戴倫決定爬上了球場的屋頂，並與兩名恐怖份子交手，其中一人跌落至計分顯示器上將其炸毀。當球場變得混亂時，戴倫利用上方的燈和滑軌直接闖進VIP貴賓室中，營救了愛咪莉、副總統和其餘人質。戴倫和泰勒及愛咪莉團聚，並準備離開球場。
福斯設法逃離並與混入驚慌的人群中。他引爆了一顆炸彈，讓水淹沒了球場的一部分，並在愛咪莉認出他後綁架了她。他們前往球場的頂部，一架直昇機正在等著福斯。戴倫干預並救了他的女兒，福斯則成功上了直昇機。但戴倫持槍殺了飛行員，使整架直昇機失速並掉入了球場中墜毀，福斯為此在尖叫聲中死去。
最後，一臉滿足的戴倫被救護車被送往匹茲堡醫院，暗示他將平安無事，而他的孩子們告訴醫護人員他的英雄行徑。

## 演員
- 尚-克勞德·范·達美飾演戴倫·法蘭西斯·湯瑪士·麥考（Darren Francis Thomas McCord）
- 鲍尔斯·布思飾演約書亞·福斯（Joshua Foss）
- 雷蒙德·约翰·巴里飾演美國副總統丹尼爾·賓德（U.S. Vice President Daniel Binder）
- 杜利安·哈伍德（英语：Dorian Harewood）飾演馬修·霍曼（Matthew Hallmark）
- 惠特尼·萊特（英语：Whittni Wright）飾演愛咪莉·麥考（Emily McCord）
- 羅斯·馬林吉爾（英语：Ross Malinger）飾演泰勒·麥考（Tyler McCord）
- 凱特·麥尼爾（英语：Kate McNeil）飾演凱西（Kathi）

### 冰上曲棍球人物
- 傑·考菲爾德（英语：Jay Caufield）飾演布萊德·托利弗（Brad Tolliver）
- 比爾·克萊門特（英语：Bill Clement）飾演賽前播音員
- 克利夫蘭伐木工（英语：Cleveland Lumberjacks）球員飾演芝加哥黑鷹球員[4]
- 伊恩·莫蘭（英语：Ian Moran）飾演克里斯·切里奧斯（英语：Chris Chelios）[4]
- 盧克·羅比泰爾（英语：Luc Robitaille）飾演他自己
- 保羅·斯泰格瓦爾德（英语：Paul Steigerwald）飾演他自己
- 马库斯·内斯隆德飾演他自己

## 重拍
2019年8月20日，據報導，重拍版《絕命殺陣2》正由環球1440娛樂和Netflix製作，最初定於2020年6月發行。該片由邁克·賈·懷特與蓋瑞·歐文主演，以喜劇風格製作。2020年5月26日，電影宣布於2020年9月29日發行。

## 外部連結
- 互联网电影数据库（IMDb）上《絕命殺陣》的资料（英文）